# VO-raad
De VO-raad is een Nederlandse belangenorganisatie van schoolbesturen en scholen in het voortgezet onderwijs. De raad stelt een eigen beleidsagenda op en voert op basis hiervan overleg met vertegenwoordigers van de overheid. De VO-raad bestaat sinds 30 september 2006 en is onder andere een gesprekspartner van het ministerie van Onderwijs, Cultuur en Wetenschap.
De structuur van de VO-raad is de verenigingsvorm. Leden hebben invloed op het beleid en de samenstelling van het bestuur via halfjaarlijkse Algemene ledenvergaderingen. In november 2021 werd Henk Hagoort benoemd tot voorzitter van de vereniging. Zijn voorgangers waren Sjoerd Slagter (2006-2013) en Paul Rosenmöller (2013-2021). Bijna 95 procent van alle besturen in het voortgezet onderwijs is lid van de VO-raad.
De VO-raad is een fusie van de organisaties Werkgeversverbond Voortgezet Onderwijs (WVO) en Schoolmanagers_VO.